# Палуше
Палу́ше  ( лит. Palūšė  ) — село в Ігналінському районі Уцянського повіту Литви . Входить до складу Ігналінської Шенюнії . Розташований в 4 км на південний захід від Ігналіни ; курортна зона . Адміністративний центр Сенюнай, місце розташування дирекції національного парку Аукштай . На захід від села знаходиться озеро Лушей.

## Населення
| 1868 | 1959 | 1980 | 1986 | 2001 | 2011 |
| ---- | ---- | ---- | ---- | ---- | ---- |
| 42   | 73   | 146  | 126  | 108  | 92   |